# Abejuela
Abejuela è un comune spagnolo di 49 abitanti situato nella comunità autonoma dell'Aragona.